# Montureux-et-Prantigny
Montureux-et-Prantigny település Franciaországban, Haute-Saône megyében. Lakosainak száma 191 fő (2022. január 1.). Montureux-et-Prantigny Vereux, Beaujeu-Saint-Vallier-Pierrejux-et-Quitteur, Chargey-lès-Gray, Oyrières és Rigny községekkel határos.

## Népesség
A település népességének változása:
| Lakosok száma | 199  | 208  | 210  | 208  | 205  | 203  | 200  | 196  | 191  |
|               | 2013 | 2015 | 2016 | 2017 | 2018 | 2019 | 2020 | 2021 | 2022 |